# Jezioro Kwileckie
Jezioro Kwileckie (in. Błędne) – jezioro morenowe w woj. wielkopolskim, w powiecie międzychodzkim, w środkowej części gminy Kwilcz, w okolicach wsi Kwilcz, Leśnik i Orzeszkowo, leżące na terenie Pojezierza Poznańskiego. Przy zachodnim brzegu akwenu przebiega droga wojewódzka nr 186, zaś od południowej strony przebiega droga krajowa nr 24.

## Hydronimia
Według urzędowego spisu opracowanego przez Komisję Nazw Miejscowości i Obiektów Fizjograficznych (KNMiOF) nazwa tego jeziora to Jezioro Kwileckie. Na niektórych mapach topograficznych wymieniana jest oboczna nazwa tego jeziora: Błędne.

## Historia
Po raz pierwszy jezioro zostało nazwane jako Qvileczkie w roku 1514. W roku 1546 wzmiankowane jako Jezyoro, zaś już w 1542 jako Wielkie.
W 1504 roku Marcin Kwilecki zapisuje żonie, Małgorzacie Przestanowskiej, po 80 grz. posagu i wiana na połówkach swej części w Kwilczu, jeziora Czerwonk, młyna w Kwilczu wraz ze stawami i rybnikami, innego, nienazwanego jeszcze jeziora w Kwilczu oraz 1/2 części, którą zakupił od Jana Lutomskiego.
W 1514 roku Mikołaj Kurnatowski oraz bracia, Tomasz pleban i Marcin oraz ich bratankowie (nepotes), Feliks i Łukasz- dziedzice w Kwilczu dokonują podziału dóbr: Kurnatowski daje Kwileckim m.in. 1/2 jeziora zwanego Qvileczkiem, która należała do dziedziny Orzszkowo oraz strumień, który płynie od Orzeszkowskiego Młyna do tegoż jeziora W 1546 roku Mikołaj Gnuszyński oraz bracia Marcin i Hieronim Kwileccy dokonują podziału Kwilcza. W akcie wymieniono m.in. kopaninę nad Jezyorem przy folwarku Kwileckim, lasek nad Jezyorem, błonie nad Jezyorem między wsią i folwarkiem Kwileckich. Według umowy Gnuszyńscy i Kwileccy co roku mogli na zmianę mogą łowić ryby niewodem na Jezyorze. W 1592 roku Kasper Kwilecki i Stanisław Gnuszyński rozgraniczają swoje części w Kwilczu. Gnuszyński m.in. oddał Kwileckiemu lasek nad jeziorem Wielkim, przy folwarku Kwileckiego. Jezioro Wielkie miało być przez każdego z osobna używane zgodnie z działami, dopóki by strony nie ugodziły się co do wspólnego używania. W 1599 roku Kurnatowscy dzielą Orzeszkowo, a w akcie wspomniano także o jeziorze Qvileczkiem.

## Dane morfometryczne
Powierzchnia zwierciadła wody według różnych źródeł wynosi od 17,5 ha przez 19,5 ha do 21,5 ha. Daje mu zarazem 4 lokatę pod względem wielkości wśród jezior gminy Kwilcz.
Zwierciadło wody położone jest na wysokości 79,7 m n.p.m. lub 80,4 m n.p.m. Średnia głębokość jeziora wynosi 3,9 m, natomiast głębokość maksymalna 6,2 m.

## Kąpielisko
Na wschodnim brzegu jeziora w Orzeszkowie zlokalizowane jest sezonowe (okres lipca i sierpnia), strzeżone kąpielisko.

### Plan rozwoju - Plaża nad Jeziorem Kwileckim w Kwilczu
W czerwcu 2008 roku, rozpoczęły się prace budowlane w miejscu, gdzie ma powstać plaża. Jest to grunt usytuowany na działce nr 21/3 od strony Orzeszkowa, otoczona drzewami. Obecnie miejsce to jest praktycznie nieurządzone. Projekt plaży powinien być w całości zrealizowany w okresie 3 lat.
W roku 2008 oddano do użytku samo kąpielisko, 2 boiska do piłki plażowej oraz miejsce do grillowania.
W miejscu tym należy jeszcze do jeziora odprowadzić wodę stojącą, oczyścić teren z zakrzaczeń, zebrać warstwę humusu oraz zasypać żwirem i piaskiem. W następnych latach planowana jest budowa pomostu pływającego oraz hangarów i niezbędne jest również doprowadzenie kanalizację, wodociąg oraz budowa toalet, przebieralni i placów zabaw dla dzieci. 
Plaża od 2009 roku jest strzeżona. Woda w jeziorze jest czysta, a grunt pod kąpieliskiem łagodnie opada na szerokość 24 m w głąb jeziora do 2 m.